# Mokotów
Mokotów è una delle frazioni più densamente abitate di Varsavia, capitale della Polonia. È la sede di numerose ambasciate straniere e di compagnie straniere. Solo una piccola parte del territorio è abbastanza industrializzata (Służewiec Przemysłowy), mentre la maggioranza della zona è ricca di parchi e aree verdi.
Anche se l'area risulta popolata sin dall'inizio del Medioevo, è stata unita alla capitale polacca solo nel 1916. Il toponimo secondo alcuni deriverebbe dal nome di un'ex frazione, Mon Coteau (in lingua francese La mia collina), secondo altri dal nome dell'antico proprietario tedesco del territorio, che si chiamava Mokoto o Mokot, la cui esistenza peraltro non è documentata da nessuna fonte. La zona venne industrializzata negli anni venti e trenta del XX secolo, seguendo il movimento artistico del modernismo, e sopravvisse alla seconda guerra mondiale e alla rivolta di Varsavia. Il secondo giorno della rivolta di Varsavia, il 2 agosto 1944, vi si svolse l'omicidio di massa dei detenuti della prigione di via Rakowiecka (noto come il massacro della prigione di Mokotów) da parte delle SS.

## Geografia antropica

### Suddivisioni amministrative
Dal 1996 la frazione è suddivisa nelle seguenti aree residenziali:
- Stary Mokotów
- Sielce
- Czerniaków
- Siekierki
- Augustówka
- Sadyba
- Stegny
- Wierzbno
- Ksawerów
- Służew
- Służewiec
- Wyględów